# FMC Technologies

Logo da empresa

FMC Technologies, Inc. (NYSE: FTI) foi uma empresa norte-americana que produzia equipamentos para a exploração e produção de hidrocarbonetos. A FMC Technologies foi incorporada em 2000 quando a FMC Corporation alienou seus negócios de máquinas. Existe hoje como parte do TechnipFMC, após uma fusão com o Technip em 2017.

## História

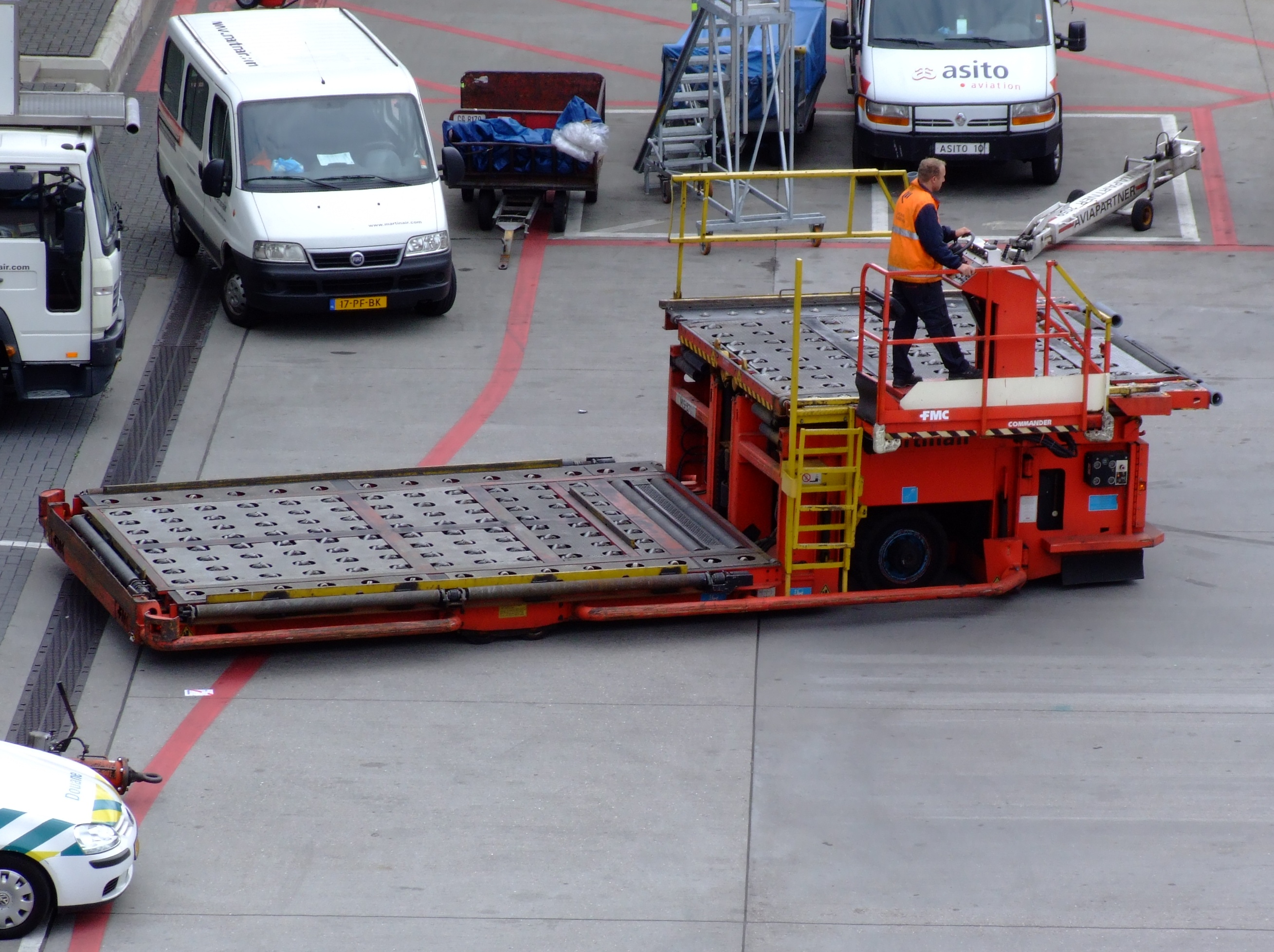
Carregador de carga FMC Commander

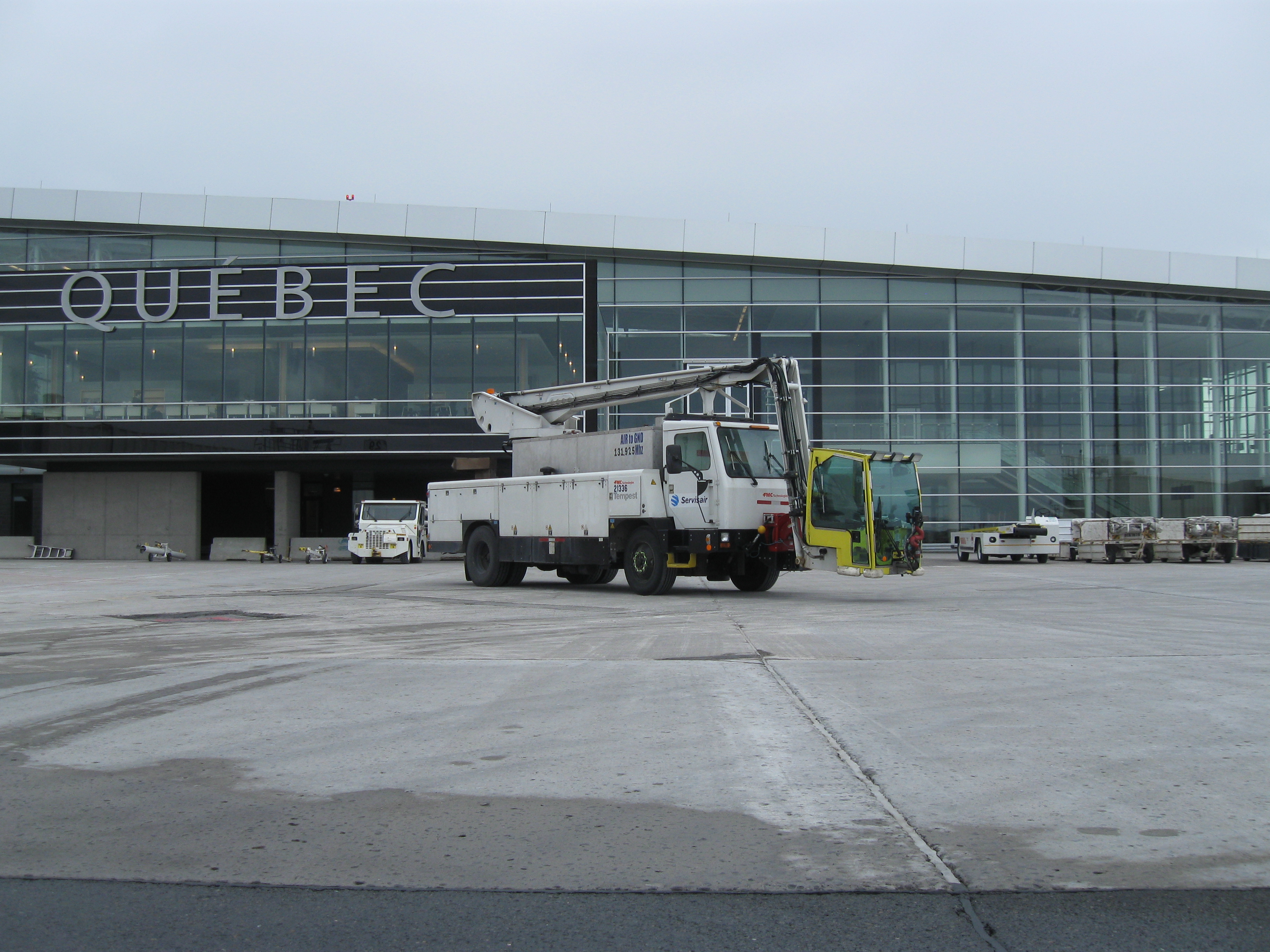
Unidade de degelo de tempestades da FMC Technologies em uma pista de aeroporto

A FMC Technologies foi uma fornecedora de sistemas e soluções para a indústria de petróleo e gás. A empresa foi dividida em três áreas de negócios: Tecnologias Submarinas, Tecnologias de Superfície e Infraestruturas de Energia. A FMC Technologies projetou, fabricou e prestou serviços de manutenção a sistemas e produtos, como sistemas submarinos de produção e processamento, sistemas de superfície de poço, bombas de alta pressão e equipamentos de controle de fluidos, soluções de medição e sistemas de carregamento marítimo.
A FMC Technologies existia originalmente há décadas como uma divisão da Food Machinery Corporation, ou FMC. A transição da divisão para uma entidade comercial distinta começou em 2000, quando a FMC anunciou planos de se reestruturar em duas empresas separadas, de capital aberto - uma empresa de máquinas (FMC Technologies) e uma empresa de produtos químicos (FMC Corporation). A FMC Technologies, Inc. começou a negociar na Bolsa de Valores de Nova York em 14 de junho de 2001. Em 2008, a FMC Technologies transformou seus negócios FoodTech e Airport em uma nova empresa independente, de capital aberto, chamada JBT Corporation . Em 2009, a empresa adquiriu a Multi Phase Meters (MPM), uma empresa norueguesa de tecnologia que fornece instrumentação avançada para a indústria de petróleo.
Em 2014, a FMC Technologies alienou seu negócio de Produtos de Manuseio de Materiais para a Syntron Material Handling, LLC, uma afiliada da Levine Leichtman Capital Partners.
Globalmente, a FMC Technologies tinha aproximadamente 17.400 funcionários até 2015, consistindo em aproximadamente 5.700 nos Estados Unidos e 11.700 em locais fora dos EUA. A empresa tinha um total de 30 localizações em 16 países, incluindo Estados Unidos, Noruega, Brasil, Escócia, Cingapura, Austrália, Angola e Nigéria. Sua sede estava localizada no norte de Houston, Texas. Na Noruega, havia cerca de 3.800 funcionários, trabalhando em locais em Kongsberg, Asker, Bergen, Stavanger, Kristiansund, Floro e Notodden. Em 1 de outubro de 2012, a empresa adquiriu a Pure Energy Services. No mesmo ano, a FMC Technologies foi nomeada pela revista Fortune como a empresa de serviços em equipamentos de petróleo e gás mais admirada do mundo.
Em 19 de maio de 2016, foi anunciado que a FMC Technologies se uniria à francesa Technip para criar uma nova empresa chamada TechnipFMC. Após a aprovação das autoridades reguladoras, a TechnipFMC começou a operar como uma empresa unificada em 17 de janeiro de 2017. O acordo com todas as ações resultou em uma empresa com um valor de mercado de cerca de US $ 13 bilhões.

## Liderança
Douglas Pferdehirt era o presidente e CEO da FMC Technologies, Inc.